# 中部地方にある建造物の重要文化財一覧
中部地方にある建造物の重要文化財一覧（ちゅうぶちほうにあるけんぞうぶつのじゅうようぶんかざいいちらん）は、重要文化財の建造物のうち、中部地方にあるものの一覧である。
文化財保護法では重要文化財は大きく「建造物」と「美術工芸品」の2つの部に分かれているが、本記事では建造物のみを扱う。なお重要文化財のうち特に価値の高いものは国宝に指定されている。文化財保護法の規定では、国宝は重要文化財指定物件のうちから指定することとされている（同法第27条第2項）。

## 新潟県
- 浄念寺本堂〔村上市〕
- 若林家住宅（新潟県村上市三之町）〔村上市〕
- 佐藤家住宅（新潟県岩船郡関川村） 6棟〔岩船郡関川村〕
  - 主屋
  - 新座敷
  - 上土蔵
  - 米土蔵
  - 新土蔵
  - 門長屋
- 渡辺家住宅（新潟県岩船郡関川村） 7棟、土地〔岩船郡関川村〕
  - 主屋
  - 味噌蔵
  - 金蔵
  - 米蔵
  - 宝蔵
  - 新土蔵
  - 裏土蔵
- 乙宝寺三重塔〔胎内市〕
- 旧新発田藩足軽長屋〔新発田市〕（北方文化博物館所有）
- 新発田城 2棟〔新発田市〕
  - 本丸表門
  - 旧二の丸隅櫓
- 旧新潟税関庁舎〔新潟市中央区〕 - 新潟市歴史博物館参照
- 新潟県議会旧議事堂〔新潟市中央区〕 - 新潟県政記念館
- 萬代橋〔新潟市中央区〕
- 旧笹川家住宅（新潟県西蒲原郡味方村） 11棟、土地〔新潟市南区〕 - 明細は旧笹川家住宅参照
- 種月寺本堂〔新潟市西蒲区〕
- 五十嵐家住宅（新潟県東蒲原郡鹿瀬町） 3棟〔東蒲原郡阿賀町〕
  - 主屋
  - 上手蔵
  - 下手蔵
- 護徳寺観音堂〔東蒲原郡阿賀町〕
- 平等寺薬師堂〔東蒲原郡阿賀町〕
- 弥彦神社境内末社十柱神社社殿〔西蒲原郡弥彦村〕
- 旧長谷川家住宅（新潟県三島郡越路町） 6棟、土地〔長岡市〕
  - 主屋
  - 新座敷
  - 表門
  - 井籠蔵
  - 帳蔵
  - 新蔵
- 旧平澤家住宅（松籟閣）〔長岡市〕
- 魚沼神社阿弥陀堂〔小千谷市〕
- 旧目黒家住宅（新潟県北魚沼郡守門村） 4棟、土地〔魚沼市〕
  - 主屋
  - 新座敷（橡亭）
  - 中蔵
  - 新蔵
- 佐藤家住宅（新潟県北魚沼郡守門村）〔魚沼市〕
- 星名家住宅（新潟県中魚沼郡川西町） 7棟、土地〔十日町市〕
  - 主屋
  - 米蔵（第一号蔵）
  - 米蔵（第二号蔵）
  - 質蔵（第三号蔵）
  - 宝蔵（第四号蔵）
  - 家財蔵（第五号蔵）
  - 雑蔵（第六号蔵）
- 松苧神社本殿〔十日町市〕
- 大泉寺観音堂〔柏崎市〕
- 多多神社本殿〔柏崎市〕
- 浄興寺本堂〔上越市〕
- 白山神社本殿〔糸魚川市〕
- 山口家住宅（新潟県糸魚川市下出）〔糸魚川市〕
- 伊藤家住宅　6棟、土地〔糸魚川市〕
  - 主屋
  - 座敷の蔵
  - 米蔵・味噌蔵
  - 米蔵
  - 裏蔵
  - 門及び塀
- 旧佐渡鉱山採鉱施設 3基4棟1所〔佐渡市〕 - 明細は佐渡金山を参照。
- 小比叡神社 1棟1基〔佐渡市〕
  - 本殿
  - 鳥居
- 北條家住宅（新潟県佐渡郡金井町）〔佐渡市〕
- 妙宣寺五重塔〔佐渡市〕
- 蓮華峰寺弘法堂〔佐渡市〕
- 蓮華峰寺骨堂
- 蓮華峰寺金堂
- 松榮家住宅　3棟〔佐渡市〕
  - 主屋
  - オモ蔵
  - 新蔵

## 富山県
- 雄山神社前立社壇本殿〔中新川郡立山町〕
- 旧嶋家住宅（旧所在 富山県婦負郡細入村）〔中新川郡立山町〕
- 立山室堂 2棟〔中新川郡立山町〕
  - 北棟
  - 南棟
- 常願寺川砂防施設 3所〔富山市・中新川郡立山町〕
  - 白岩堰堤
  - 本宮堰堤
  - 泥谷堰堤
- 浮田家住宅（富山県富山市太田南町） 3棟、土地〔富山市〕
  - 主屋
  - 表門
  - 土蔵
- 旧森家住宅 3棟、土地〔富山市〕
  - 主屋
  - 北土蔵
  - 南土蔵
- 富岩運河水閘施設（中島閘門） 2所2基1棟、土地〔富山市〕
  - 閘門
  - 放水路
  - 中島橋（2基）
  - 閘門操作室
- 気多神社本殿〔高岡市〕
- 佐伯家住宅（富山県西礪波郡福岡町）〔高岡市〕
- 勝興寺 2棟〔高岡市〕[1] - 国宝
  - 本堂
  - 大広間及び式台
- 勝興寺 10棟〔高岡市〕 - 明細は勝興寺参照
- 瑞龍寺 3棟〔高岡市〕 - 国宝
  - 仏殿
  - 法堂
  - 山門
- 瑞龍寺 7棟〔高岡市〕 - 明細は瑞龍寺 (高岡市)参照
- 菅野家住宅 4棟〔高岡市〕
  - 主屋
  - 離れ座敷及び台所
  - 一番蔵及び四番蔵
  - 二番蔵及び三番蔵
- 武田家住宅（富山県高岡市太田）〔高岡市〕
- 護国八幡宮 3棟〔小矢部市〕
  - 本殿
  - 釣殿
  - 拝殿及び幣殿
- 岩瀬家住宅（富山県東礪波郡上平村）〔南砺市〕
- 旧富山県立農学校本館（富山県立南砺福野高等学校 巖浄閣）〔南砺市〕
- 白山宮本殿（はくさんぐうほんでん）〔南砺市〕
- 羽馬家住宅（富山県東礪波郡平村）〔南砺市〕
- 村上家住宅（富山県東礪波郡平村）〔南砺市〕

## 石川県

### 能登
- 黒丸家住宅（石川県珠洲市若山町） 4棟〔珠洲市〕
  - 主屋
  - 納屋
  - 味噌蔵
  - 米蔵
- 白山神社本殿〔珠洲市〕
- 時国家住宅（石川県輪島市町野町）〔輪島市〕 - 下時国家
- 上時国家住宅（石川県輪島市町野町） 3棟〔輪島市〕
  - 主屋
  - 米蔵
  - 納屋
- 旧角海家住宅　5棟、土地〔輪島市〕
  - 主屋
  - 家財蔵
  - 塩物蔵
  - 小豆蔵（しょうずぐら）
  - 米蔵
- 明泉寺五重塔（石塔）〔鳳珠郡穴水町〕
- 座主家住宅（石川県鹿島郡中島町）〔七尾市〕
- 藤津比古神社本殿〔七尾市〕
- 気多神社 5棟〔羽咋市〕 
  - 本殿
  - 拝殿
  - 神門
  - 摂社白山神社本殿
  - 摂社若宮神社本殿
- 松尾神社本殿〔羽咋郡志賀町〕
- 妙成寺経堂〔羽咋市〕
- 妙成寺庫裏
- 妙成寺五重塔
- 妙成寺三光堂
- 妙成寺三十番神堂
- 妙成寺書院
- 妙成寺鐘楼
- 妙成寺祖師堂
- 妙成寺二王門
- 妙成寺本堂
- 喜多家住宅（石川県羽咋郡押水町） 4棟、土地〔羽咋郡宝達志水町〕
  - 主屋
  - 表門
  - 道具倉
  - 味噌倉
- 中谷家住宅〔鳳珠郡能登町〕5棟
- 總持寺祖院 16棟[2][3]〔輪島市〕
  - 大祖堂
  - 仏殿
  - 山門
  - 鐘鼓楼及び回廊
  - 放光堂
  - 慧心廊
  - 玄風廊
  - 伝燈院御霊屋
  - 伝燈院唐門
  - 慈雲閣観音堂
  - 白山社本殿
  - 白山蔵
  - 経蔵
  - 三樹松関
  - 裏門

### 加賀

#### 金沢市
- 尾崎神社 4棟〔金沢市丸の内〕 
  - 本殿
  - 拝殿及び幣殿
  - 中門
  - 透塀
- 尾山神社神門〔金沢市尾山町〕
- 金沢城石川門 8棟〔金沢市丸の内〕 - 明細は金沢城参照
- 金沢城三十間長屋
- 金沢城土蔵（鶴丸倉庫）
- 旧金澤陸軍兵器支廠 3棟（石川県立歴史博物館）〔金沢市出羽町〕
  - 第五號兵器庫
  - 第六號兵器庫
  - 第七號兵器庫
- 旧石川県第二中学校本館（金沢くらしの博物館）〔金沢市〕
- 旧鯖波本陣石倉家住宅（旧所在 福井県南条郡南条町） 4棟〔金沢市湯涌荒屋町〕- 金沢湯涌江戸村
  - 主屋
  - 土蔵
  - 馬屋
  - 表門
- 旧松下家住宅（旧所在 石川県金沢市泉新町）〔金沢市湯涌荒屋町〕- 金沢湯涌江戸村
- 志摩〔金沢市東山〕
- 成巽閣〔金沢市兼六町〕
- 旧第四高等中学校本館〔金沢市広坂〕- 四高記念文化交流館
- 大乗寺仏殿〔金沢市長坂町〕

#### 加賀その他
- 喜多家住宅（石川県野々市市本町） 6棟、土地〔野々市市〕
  - 主屋
  - 道具倉
  - 作業場
  - 酒蔵
  - 前蔵
  - 貯蔵庫
- 旧小倉家住宅（石川県石川郡白峰村）〔白山市〕
- 旧山岸家住宅 4棟、土地〔白山市〕
  - 主屋
  - 板蔵
  - 味噌蔵
  - 浜蔵
- 手取川七ヶ用水取水施設〔白山市〕2基、1所
  - 大水門
  - 取入口隧道
  - 富樫用水取入口水門
- 小松天満宮 2棟〔小松市〕
  - 本殿、石の間、幣殿及び拝殿（1棟）
  - 神門
- 那谷寺護摩堂〔小松市〕
- 那谷寺三重塔
- 那谷寺書院及び庫裏
- 那谷寺鐘楼
- 那谷寺本堂 3棟（「本堂」は以下の3棟から構成される）
  - 本殿
  - 唐門
  - 拝殿
- 江沼神社長流亭〔加賀市〕 - 大聖寺陣屋
- 忠谷家住宅 4棟、土地〔加賀市〕
  - 主屋
  - 新座敷
  - 背戸蔵
  - 新蔵
- 薬王院五輪塔〔加賀市〕

## 福井県
- 神宮寺仁王門〔小浜市〕
- 神宮寺本堂〔小浜市〕
- 羽賀寺本堂〔小浜市〕
- 飯盛寺本堂〔小浜市〕
- 明通寺三重塔〔小浜市〕 - 国宝
- 明通寺本堂〔小浜市〕 - 国宝
- 妙楽寺本堂〔小浜市〕
- 滝谷寺 6棟〔坂井市〕 - 明細は滝谷寺参照
- 坪川家住宅（福井県坂井郡丸岡町）〔坂井市〕
- 丸岡城天守〔坂井市〕
- 三国港（旧阪井港）突堤〔坂井市〕
- 旧木下家住宅（福井県勝山市北郷町）〔勝山市〕
- 永平寺 19棟〔吉田郡永平寺町〕 - 明細は永平寺参照
- 大安寺 5棟〔福井市〕 
  - 本堂
  - 庫裏
  - 開山堂
  - 開基堂
  - 鐘楼
- 旧橋本家住宅（福井県大野市宝慶寺）〔大野市〕
- 須波阿湏疑神社本殿〔今立郡池田町〕
- 堀口家住宅（福井県今立郡池田町）〔今立郡池田町〕
- 春日神社本殿〔鯖江市〕
- 旧瓜生家住宅（福井県鯖江市水落町）〔鯖江市〕
- 相木家住宅（福井県丹生郡宮崎村）〔丹生郡越前町〕
- 大谷寺九重塔（石塔）〔丹生郡越前町〕
- 大塩八幡宮拝殿〔越前市〕
- 大滝神社本殿及び拝殿（1棟）〔越前市〕
- 旧谷口家住宅（旧所在 福井県武生市横市町）〔越前市〕 - 越前の里 味真野苑内
- 中村家住宅 10棟、土地〔南条郡南越前町〕
  - 主屋
  - 新座敷
  - 背戸蔵
  - 新蔵
  - 西蔵
  - バンゲ蔵
  - 前蔵
  - 米蔵
  - 塩物蔵・浜蔵
  - 正門
- 気比神宮大鳥居〔敦賀市〕
- 西福寺 3棟〔敦賀市〕 
  - 御影堂
  - 阿弥陀堂
  - 書院及び庫裏（1棟）
- 旧大和田銀行本店本館〔敦賀市〕 - 敦賀市立博物館参照
- 荻野家住宅 4棟、土地〔三方上中郡若狭町〕
  - 主屋
  - 表荷蔵
  - 裏荷蔵
  - 文庫蔵
- 中山寺本堂〔大飯郡高浜町〕

## 山梨県

### 郡内
- 長作観音堂[4]〔北都留郡小菅村〕
- 八ツ沢発電所施設 14所6基〔大月市・上野原市〕
  - 取水堰堤
  - 取水口制水門
  - 取水口沈砂池
  - 第一号隧道
  - 第一号開渠
  - 第二号隧道
  - 第一号水路橋
  - 第三号隧道
  - 第二号水路橋
  - 第四号隧道
  - 第三号水路橋
  - 第五号隧道
  - 第四号水路橋
  - 第六・七・八・九・一〇号及び一一号隧道
  - 大野調整池堰堤
  - 大野調整池制水門
  - 大野調整池余水路
  - 第一二・一三・一四・一五・一六・一七及び一八号隧道
  - 水槽
  - 水槽余水路
- 星野家住宅（山梨県大月市大月町） 3棟、土地〔大月市〕
  - 主屋
  - 籾蔵及び味噌蔵
  - 文庫蔵
- 旧外川家住宅（山梨県富士吉田市上吉田） 3棟、土地〔富士吉田市〕
  - 主屋
  - 離座敷
  - 中門
- 小佐野家住宅（山梨県富士吉田市上吉田） 2棟、土地〔富士吉田市〕
  - 主屋
  - 蔵
- 北口本宮富士浅間神社西宮本殿〔富士吉田市〕
- 北口本宮富士浅間神社東宮本殿
- 北口本宮富士浅間神社本殿
- 北口本宮富士浅間神社　8棟 - 明細は北口本宮冨士浅間神社参照。
- 富士御室浅間神社本殿〔南都留郡富士河口湖町〕

### 国中
- 浅間神社摂社山宮神社本殿〔笛吹市〕
- 慈眼寺 3棟〔笛吹市〕
  - 本堂
  - 鐘楼門
  - 庫裏
- 山梨岡神社本殿〔笛吹市〕
- 雲峰寺庫裏〔甲州市〕
- 雲峰寺書院
- 雲峰寺仁王門
- 雲峰寺本堂
- 恵林寺四脚門〔甲州市〕
- 旧高野家住宅（山梨県塩山市上於曽） 6棟、土地〔甲州市〕 - 明細は甘草屋敷参照
- 熊野神社拝殿〔甲州市〕
- 熊野神社本殿 2棟
- 向嶽寺中門〔甲州市〕
- 大善寺本堂〔甲州市〕 - 国宝
- 窪八幡神社神門〔山梨市〕
- 窪八幡神社摂社若宮八幡神社拝殿
- 窪八幡神社摂社若宮八幡神社本殿
- 窪八幡神社鳥居
- 窪八幡神社拝殿（庁屋）
- 窪八幡神社本殿
- 窪八幡神社末社高良神社本殿
- 窪八幡神社末社比咩三神本殿
- 窪八幡神社末社武内大神本殿
- 清白寺庫裏〔山梨市〕
- 清白寺仏殿 - 国宝
- 中牧神社本殿〔山梨市〕
- 天神社本殿〔山梨市〕
- 穴切大神社本殿〔甲府市〕
- 塩沢寺地蔵堂〔甲府市〕
- 旧睦沢学校校舎〔甲府市〕
- 善光寺山門〔甲府市〕
- 善光寺本堂
- 高室家住宅（山梨県甲府市高室町） 9棟、土地〔甲府市〕
  - 主屋
  - 離れ
  - 長屋門
  - 文庫蔵
  - 新蔵
  - 前蔵
  - 籾蔵
  - 味噌蔵
  - 弁財天堂
- 東光寺仏殿〔甲府市〕
- 光照寺薬師堂〔甲斐市〕
- 武田八幡神社本殿〔韮崎市〕
- 旧平田家住宅（山梨県北巨摩郡小淵沢町）〔北杜市〕
- 八代家住宅（山梨県北巨摩郡明野村） 6棟、土地〔北杜市〕
  - 主屋
  - 長屋門
  - 隠居屋
  - 文庫蔵
  - 穀蔵
  - 味噌蔵
- 安藤家住宅（山梨県中巨摩郡甲西町） 5棟、土地〔南アルプス市〕
  - 主屋
  - 表門
  - 南蔵
  - 北蔵
  - 文庫蔵
- 長谷寺本堂〔南アルプス市〕
- 本遠寺 2棟〔南巨摩郡身延町〕 
  - 本堂
  - 鐘楼堂
- 門西家住宅（山梨県西八代郡下部町）〔南巨摩郡身延町〕
- 最恩寺仏殿〔南巨摩郡南部町〕
- 上野家住宅〔山梨市〕5棟
- 富岡家住宅〔甲府市〕2棟、土地

## 長野県

### 北信
- 小菅神社奥社本殿〔飯山市〕
- 健御名方富命彦神別神社末社若宮八幡神社本殿〔飯山市〕
- 白山神社本殿〔飯山市〕
- 佐野神社本殿〔下高井郡山ノ内町〕
- 浄光寺薬師堂〔上高井郡小布施町〕
- 葛山落合神社本殿〔長野市〕
- 旧横田家住宅（長野県長野市松代町松代） 5棟〔長野市〕
  - 主屋
  - 表門
  - 隠居屋
  - 土蔵
  - 土蔵
- 真田信重霊屋〔長野市〕 - 西楽寺
- 真田信之霊屋 2棟〔長野市〕 - 長国寺 (長野市)
  - 宝殿
  - 表門
- 白髯神社本殿〔長野市（旧鬼無里村）〕
- 善光寺経蔵〔長野市〕
- 善光寺三門
- 善光寺本堂 - 国宝
- 智識寺大御堂〔千曲市〕
- 水上布奈山神社本殿〔千曲市〕

### 東信
- 大法寺観音堂厨子及び須弥壇〔小県郡青木村〕
- 大法寺三重塔 - 国宝
- 安楽寺八角三重塔〔上田市〕 - 国宝
- 旧常田館製糸場施設 7棟〔上田市〕
  - 三階繭倉庫
  - 四階繭倉庫
  - 五階繭倉庫
  - 五階鉄筋繭倉庫
  - 撰繭場
  - 事務所兼住宅
  - 文庫蔵
- 国分寺三重塔〔上田市〕
- 前山寺三重塔〔上田市〕
- 中禅寺薬師堂〔上田市〕
- 法住寺虚空蔵堂〔上田市〕
- 常楽寺多宝塔（石塔）〔上田市〕
- 春原家住宅（長野県小県郡東部町）〔東御市〕
- 旧小諸本陣（長野県小諸市内） 2棟〔小諸市〕 
  - 主屋
  - 表門
- 小諸城 2棟〔小諸市〕
  - 大手門（小諸市所有）
  - 三之門（懐古神社所有）
- 釈尊寺観音堂宮殿〔小諸市〕 - 布引観音
- 旧三笠ホテル〔北佐久郡軽井沢町〕
- 軽井沢夏の家（旧アントニン・レーモンド軽井沢別邸）〔北佐久郡軽井沢町〕1棟
- 旧中込学校校舎〔佐久市〕
- 駒形神社本殿〔佐久市〕
- 真山家住宅（長野県北佐久郡望月町） 2棟〔佐久市〕
  - 主屋
  - 土蔵
- 新海三社神社三重塔〔佐久市〕
- 新海三社神社東本社
- 八幡社境内神社高良社本殿（旧八幡社本殿）〔佐久市〕
- 六地蔵幢〔佐久市〕

### 南信
- 諏訪社 2棟〔諏訪郡富士見町〕
  - 拝殿
  - 幣殿
- 片倉館 3棟〔諏訪市〕 
  - 浴場
  - 会館
  - 渡廊下
- 諏訪大社上社 12棟〔諏訪市〕 - 明細は諏訪大社参照
- 諏訪大社下社 7棟〔諏訪郡下諏訪町〕 - 明細は諏訪大社参照
- 旧林家住宅 5棟〔岡谷市〕
  - 主屋
  - 離れ
  - 洋館
  - 内蔵・穀蔵及び味噌蔵
  - 外蔵
- 熱田神社本殿〔伊那市〕
- 遠照寺釈迦堂〔伊那市〕
- 旧竹村家住宅（旧所在 長野県駒ケ根市中沢）〔駒ヶ根市〕
- 光前寺弁天堂〔駒ヶ根市〕
- 福徳寺本堂〔下伊那郡大鹿村〕
- 松下家住宅（長野県下伊那郡大鹿村） 2棟〔下伊那郡大鹿村〕
  - 主屋
  - 土蔵
- 竹ノ内家住宅（長野県下伊那郡高森町）〔下伊那郡高森町〕
- 開善寺山門〔飯田市〕
- 旧小笠原家書院〔飯田市〕 - 伊豆木陣屋
- 白山社奥社本殿〔飯田市〕
- 文永寺 2棟〔飯田市〕
  - 石室
  - 五輪塔
- 諏訪社 2棟〔下伊那郡泰阜村〕
  - 本殿
  - 若宮八幡宮本殿
- 大山田神社 2棟〔下伊那郡下條村〕
  - 相殿応神天皇社本殿
  - 相殿鎮西八郎為朝社本殿
- 八幡神社〔下伊那郡阿南町〕
- 坂戸橋〔上伊那郡中川村〕

### 中信
- 林家住宅 4棟〔木曽郡南木曽町〕
  - 主屋
  - 文庫蔵
  - 土蔵
  - 侍門
- 読書発電所施設 1所2基〔木曽郡南木曽町〕  
  - 発電所
  - 柿其水路橋
  - 桃介橋
- 定勝寺庫裏〔木曽郡大桑村〕
- 定勝寺山門
- 定勝寺本堂
- 白山神社 4棟〔木曽郡大桑村〕
  - 本殿
  - 境内社蔵王神社本殿
  - 境内社伊豆神社本殿
  - 境内社熊野神社本殿
- 小野家住宅（長野県塩尻市塩尻町） 3棟、土地〔塩尻市〕
  - 主屋
  - 文庫
  - 隠居屋
- 小松家住宅（長野県塩尻市片丘）〔塩尻市〕
- 島崎家住宅（長野県塩尻市片丘）〔塩尻市〕
- 手塚家住宅（長野県塩尻市大字奈良井） 3棟〔塩尻市〕
  - 主屋
  - 別棟座敷
  - 土蔵
- 深澤家住宅（長野県塩尻市大字贄川） 3棟、土地〔塩尻市〕
  - 主屋
  - 北蔵
  - 南蔵
- 堀内家住宅（長野県塩尻市堀ノ内）〔塩尻市〕
- 旧中村家住宅 2棟〔塩尻市〕
  - 主屋
  - 土蔵
- 旧松本区裁判所庁舎〔松本市〕 - 松本市歴史の里参照
- 牛伏川本流水路（牛伏川階段工）〔松本市〕
- 大宮熱田神社本殿〔松本市〕
- 大宮熱田神社若宮八幡宮本殿
- 旧開智学校校舎〔松本市〕 - 国宝
- 旧松本高等学校〔松本市〕 - 松本市あがたの森文化会館、松本高等学校 (旧制)参照
- 田村堂〔松本市〕 - 旧若沢寺厨子
- 筑摩神社本殿〔松本市〕
- 馬場家住宅（長野県松本市内田） 6棟、土地〔松本市〕 - 明細は馬場家住宅参照
- 松本城天守 5棟〔松本市〕 - 国宝
  - 天守
  - 乾小天守
  - 渡櫓
  - 辰巳附櫓
  - 月見櫓
- 若宮八幡社本殿〔松本市〕
- 曾根原家住宅（長野県南安雲郡穂高町）〔安曇野市〕
- 松尾寺本堂〔安曇野市〕
- 神明社 5棟〔東筑摩郡麻績村〕
  - 本殿
  - 拝殿
  - 假殿
  - 神楽殿
  - 舞台
- 旧中村家住宅（長野県北安曇郡美麻村） 2棟〔大町市〕
  - 主屋
  - 土蔵
- 盛蓮寺観音堂〔大町市〕
- 仁科神明宮 2棟〔大町市〕 - 国宝
  - 本殿
  - 中門（前殿）
- 若一王子神社本殿〔大町市〕
- 神明社 2棟〔北安曇郡白馬村〕
  - 本殿
  - 諏訪社本殿

## 岐阜県

### 飛騨
- 旧遠山家住宅（岐阜県大野郡白川村）〔大野郡白川村〕
- 和田家住宅（岐阜県大野郡白川村荻町） 3棟、土地〔大野郡白川村〕
  - 主屋
  - 土蔵
  - 便所
- 小萱薬師堂〔飛騨市〕 - 瑞岸寺
- 阿多由太神社本殿〔高山市〕
- 荒川家住宅（岐阜県大野郡丹生川村） 2棟〔高山市〕
  - 主屋
  - 土蔵
- 荒城神社本殿〔高山市〕
- 安国寺経蔵〔高山市〕国宝
- 旧田口家住宅（旧所在 岐阜県益田郡金山町）〔高山市〕 - 飛騨民俗村内
- 旧田中家住宅（旧所在 岐阜県高山市冬頭町）〔高山市〕 - 飛騨民俗村内
- 旧吉真家住宅（旧所在 岐阜県吉城郡河合村）〔高山市〕 - 飛騨民俗村内
- 旧若山家住宅（旧所在 岐阜県大野郡荘川村）〔高山市〕 - 飛騨民俗村内
- 日下部家住宅（岐阜県高山市大新町） 3棟〔高山市〕
  - 主屋
  - 文庫倉
  - 新倉
- 熊野神社本殿〔高山市〕
- 照蓮寺本堂〔高山市〕
- 国分寺本堂〔高山市〕
- 松本家住宅（岐阜県高山市上川原町） 3棟〔高山市〕
  - 主屋
  - 米蔵
  - 漬物蔵
- 吉島家住宅（岐阜県高山市大新町） 2棟〔高山市〕
  - 主屋
  - 文庫倉
- 久津八幡宮拝殿〔下呂市〕
- 久津八幡宮本殿〔下呂市〕
- 旧大戸家住宅（旧所在 岐阜県大野郡白川村）〔下呂市〕 - 下呂温泉合掌村参照
- 洲さき　3棟〔高山市〕
  - 主屋
  - 客間棟
  - 土蔵

### 美濃
- 武並神社本殿〔恵那市〕
- 永保寺開山堂〔多治見市〕 - 国宝
- 永保寺観音堂〔多治見市〕 - 国宝
- 願興寺本堂〔可児郡御嵩町〕
- 旧八百津発電所施設 2棟2所〔加茂郡八百津町〕 - 旧八百津発電所資料館参照
  - 発電所本館
  - 放水口発電所
  - 水槽
  - 余水路
- 明鏡寺観音堂〔加茂郡八百津町〕
- 旧太田脇本陣林家住宅（岐阜県美濃加茂市太田町） 5棟、土地〔美濃加茂市〕
  - 主屋
  - 質倉
  - 借物倉
  - 表門
  - 隠居家
- 新長谷寺阿弥陀堂〔関市〕
- 新長谷寺客殿〔関市〕
- 新長谷寺三重塔〔関市〕
- 新長谷寺釈迦堂〔関市〕
- 新長谷寺大師堂〔関市〕
- 新長谷寺鎮守堂〔関市〕
- 新長谷寺本堂〔関市〕
- 新長谷寺薬師堂〔関市〕
- 日竜峯寺多宝塔〔関市〕
- 大矢田神社 2棟〔美濃市〕 
  - 本殿
  - 拝殿
- 小坂家住宅（岐阜県美濃市）〔美濃市〕
- 長蔵寺舎利塔及び須弥壇〔美濃市〕
- 美濃橋〔美濃市〕
- 鹿苑寺地蔵堂〔美濃市〕
- 旧川上家別邸 3棟〔各務原市〕
  - 主屋
  - 茶室
  - 表門
- 白山神社拝殿〔山県市〕
- 円鏡寺楼門〔本巣郡北方町〕
- 牧村家住宅（岐阜県揖斐郡大野町）〔揖斐郡大野町〕
- 日吉神社三重塔〔安八郡神戸町〕
- 桑原家住宅（岐阜県養老郡上石津町） 6棟、土地〔大垣市〕
  - 主屋
  - 米倉
  - 西倉
  - 北倉
  - 表門
  - 南土蔵
- 旧揖斐川橋梁〔大垣市・安八郡安八町〕
- 真禅院 1棟1基〔不破郡垂井町〕 
  - 本地堂
  - 三重塔
- 南宮神社 18棟〔不破郡垂井町〕- 明細は南宮大社参照
- 早川家住宅 8棟、土地〔海津市〕
  - 主屋
  - 裏座敷
  - 洋館
  - 辰巳庫
  - 下男部屋
  - 辰巳隅職人部屋
  - 飯米庫
  - 西ノ庫

## 静岡県

### 伊豆
- 旧日向家熱海別邸地下室 1棟、土地〔熱海市〕
- 旧岩科学校校舎〔賀茂郡松崎町〕
- 天城山隧道〔賀茂郡河津町・伊豆市〕
- 江川家住宅（静岡県田方郡韮山町） 7棟、土地〔伊豆の国市〕 - 韮山代官所参照
  - 主屋
  - 書院
  - 仏間
  - 東蔵
  - 肥料蔵
  - 武器庫
  - 表門
- 三嶋大社本殿、幣殿及び拝殿（1棟）〔三島市〕

### 駿河
- 旧植松家住宅（旧所在 静岡県裾野市石脇）〔裾野市〕
- 松城家住宅 7棟、土地〔沼津市〕 - 明細は松城家住宅参照
- 大石寺五重塔〔富士宮市〕
- 富士山本宮浅間神社本殿〔富士宮市〕
- 古谿荘（庵原郡富士川町） 9棟、土地〔富士市〕
  - 玄関棟
  - 応接棟
  - 広間棟
  - 大広間棟
  - 居間棟
  - 八角堂
  - 管理棟
  - 内蔵
  - 板蔵
- 霊山寺仁王門〔静岡市清水区〕
- 久能山東照宮 14棟〔静岡市駿河区〕 - 一部国宝
  - 本殿・石の間・拝殿（1棟）- 国宝
  - （ほか13棟） - 明細は久能山東照宮参照
- 大歳御祖神社 3棟〔静岡市葵区〕 - 静岡浅間神社参照
  - 本殿
  - 中門
  - 透塀
- 神部神社浅間神社 23棟〔静岡市葵区〕 - 明細は静岡浅間神社参照
- 臨済寺本堂〔静岡市葵区〕
- 清水灯台1基〔静岡市清水区〕

### 遠江
- 智満寺本堂〔島田市〕
- 大鐘家住宅（静岡県榛原郡相良町） 2棟〔牧之原市〕
  - 主屋
  - 長屋門
- 御前埼灯台 1基1棟〔御前崎市〕
  - 灯台
  - 旧官舎
- 応声教院山門〔菊川市〕
- 黒田家住宅（静岡県小笠郡小笠町） 4棟、土地〔菊川市〕
  - 主屋
  - 長屋門
  - 米蔵
  - 東蔵
- 掛川城御殿〔掛川市〕
- 旧遠江国報徳社公会堂（大日本報徳社大講堂）〔掛川市〕
- 友田家住宅（静岡県周智郡森町）〔周智郡森町〕
- 尊永寺仁王門〔袋井市〕
- 富士浅間宮本殿〔袋井市〕
- 油山寺三重塔〔袋井市〕
- 油山寺山門〔袋井市〕
- 油山寺本堂内厨子〔袋井市〕
- 中村家住宅（静岡県浜名郡雄踏町）〔浜松市中央区〕
- 鈴木家住宅（静岡県浜松市北区引佐町） 2棟〔浜松市浜名区〕
  - 主屋
  - 釜屋
- 濱名惣社神明宮本殿〔浜松市浜名区〕
- 方広寺七尊菩薩堂〔浜松市浜名区〕
- 寶林寺 2棟〔浜松市浜名区〕
  - 仏殿
  - 方丈
- 本興寺本堂〔湖西市〕

## 愛知県

### 三河

#### 岡崎市
- 伊賀八幡宮 4棟2基〔岡崎市伊賀町〕 - 明細は伊賀八幡宮参照
- 旧額田郡公会堂及物産陳列所 2棟〔岡崎市朝日町〕 - 岡崎市郷土館参照
- 信光明寺観音堂〔岡崎市岩津町〕
- 大樹寺多宝塔〔岡崎市鴨田町〕
- 滝山寺三門〔岡崎市滝町〕
- 滝山寺本堂〔岡崎市〕
- 滝山東照宮 5棟〔岡崎市〕 
  - 本殿
  - 拝殿、幣殿
  - 中門
  - 鳥居
  - 水屋
- 天恩寺山門〔岡崎市片寄町〕
- 天恩寺仏殿〔岡崎市〕
- 八幡宮本殿〔岡崎市上地町〕 - 上地八幡宮を参照
- 八幡宮本殿〔岡崎市福岡町〕 - 土呂八幡宮を参照
- 妙源寺柳堂〔岡崎市大和町〕
- 六所神社3棟〔岡崎市明大寺町〕 
  - 本殿、幣殿、拝殿
  - 神供所
  - 楼門

#### 三河その他
- 熊谷家住宅（愛知県北設楽郡豊根村） 3棟〔北設楽郡豊根村〕
  - 主屋
  - 穀倉
  - 新倉
- 東照宮 6棟〔新城市〕 - 明細は鳳来山東照宮参照
- 鳳来寺仁王門〔新城市〕
- 望月家住宅（愛知県新城市黒田） 2棟〔新城市〕
  - 主屋
  - 釜屋
- 財賀寺 1棟1基〔豊川市〕
  - 仁王門
  - 本堂内厨子
- 三明寺三重塔〔豊川市〕
- 三明寺本堂内宮殿〔豊川市〕
- 八幡宮本殿〔豊川市〕
- 東観音寺多宝塔〔豊橋市〕
- 豊橋ハリストス正教会聖使徒福音者馬太聖堂〔豊橋市〕
- 金蓮寺弥陀堂〔西尾市〕 - 国宝
- 幡頭神社〔西尾市〕
  - 本殿
  - 境内社熊野社本殿
  - 境内社神明社本殿
- 久麻久神社本殿〔西尾市〕
- 知立神社多宝塔〔知立市〕
- 足助八幡宮本殿〔豊田市〕
- 旧鈴木家住宅 16棟、土地（愛知県豊田市足助町）〔豊田市〕 - 明細は旧鈴木家住宅参照

### 尾張

#### 名古屋市
- 竜泉寺仁王門〔名古屋市守山区〕
- 名古屋市東山植物園温室前館〔名古屋市千種区〕
- 旧名古屋控訴院地方裁判所区裁判所庁舎〔名古屋市東区〕 - 名古屋市市政資料館
- 愛知県庁舎〔名古屋市中区〕
- 名古屋市庁舎〔名古屋市中区〕
- 名古屋城 4棟〔名古屋市中区〕 
  - 西南隅櫓
  - 東南隅櫓
  - 西北隅櫓
  - 表二の門
- 名古屋城旧二之丸東二之門〔名古屋市中区〕
- 名古屋城二之丸大手二之門〔名古屋市中区〕
- 観音寺多宝塔〔名古屋市中川区〕
- 興正寺五重塔〔名古屋市昭和区〕
- 八勝館 9棟、土地〔名古屋市昭和区〕
  - 玄関棟
  - 松の間棟
  - 御幸の間棟
  - 新座敷棟
  - 菊の間棟
  - 田舎家
  - 正門
  - 西門
  - 中門
- 富部神社本殿〔名古屋市南区〕
- 名古屋テレビ塔 1基〔名古屋市〕[5]

#### 明治村
以下の物件は犬山市の博物館明治村内所在。
- 旧伊勢郵便局舎（宇治山田郵便局舎） - 博物館明治村簡易郵便局
- 旧呉服座
- 旧西郷従道住宅（旧所在 東京都目黒区上目黒）
- 旧札幌電話交換局舎
- 旧品川燈台
- 旧菅島燈台付属官舎 2棟
  - 主屋
  - 倉庫
- 旧東松家住宅（旧所在 愛知県名古屋市中村区舟入町）
- 旧日本聖公会京都聖約翰教会堂
- 旧三重県庁舎
- 旧山梨県東山梨郡役所
- 旧西園寺家興津別邸（坐漁荘）3棟　
  - 主屋
  - 警衛詰所
  - 供待及び門

#### 尾張その他
- 源敬公（徳川義直）廟 6棟1基〔瀬戸市〕（個人所有） - 明細は定光寺参照
- 定光寺本堂〔瀬戸市〕
- 密蔵院多宝塔〔春日井市〕
- 高田寺本堂〔北名古屋市〕
- 観福寺本堂内宮殿〔東海市〕
- 旧中埜家住宅（愛知県半田市天王町）〔半田市〕
- 八劔社本殿〔海部郡蟹江町〕
- 冨吉建速神社本殿〔海部郡蟹江町〕
- 服部家住宅（愛知県海部郡弥富町） 3棟、土地〔弥富市〕
  - 主屋
  - 離座敷
  - 表門
- 船頭平閘門〔愛西市〕
- 旧堀田家住宅（愛知県津島市禰宜町） 4棟〔津島市〕
  - 主屋
  - 東蔵
  - 西蔵
  - 小蔵
- 津島神社本殿〔津島市〕
- 津島神社楼門〔津島市〕
- 甚目寺 1棟1基〔あま市〕 
  - 三重塔
  - 東門
- 甚目寺南大門〔あま市〕
- 尾張大国霊神社拝殿〔稲沢市〕
- 尾張大国霊神社楼門〔稲沢市〕
- 性海寺多宝塔〔稲沢市〕
- 性海寺本堂及び宝塔 1棟1基〔稲沢市〕
- 長光寺地蔵堂〔稲沢市〕
- 万徳寺多宝塔〔稲沢市〕
- 万徳寺鎮守堂〔稲沢市〕
- 妙興寺勅使門〔一宮市〕
- 曼陀羅寺書院〔江南市〕
- 曼陀羅寺正堂〔江南市〕
- 旧内田家住宅 9棟〔知多郡南知多町〕[6][7][8][9] - 明細は尾州廻船内海船船主 内田家参照。
- 犬山城天守〔犬山市〕 - 国宝
- 大縣神社 2棟〔犬山市〕
  - 本殿
  - 祭文殿及び東西回廊
- 旧正伝院書院〔犬山市〕 - 名鉄犬山ホテル有楽苑内
- 如庵〔犬山市〕 - 国宝 - 名鉄犬山ホテル有楽苑内
- 小栗家住宅12棟〔半田市〕